# Latakia
Latakia er en by på Syriens kyst ud til Middelhavet. Den er hovedby i et guvernement med samme navn og er sammen med den sydligere beliggende by Tartus en af Syriens vigtige havnebyer.
Via Latakia eksporteres blandt andet landbrugsprodukter og der importeres færdigvarer. Byen har Syriens tredjestørste universitet "Tishrin" grundlagt i 1971. Området har flere ruiner fra romersk og hellenistisk tid.
| - Latakia guvernement med distrikter og kort med religioner - Latakia guvernement med distrikter - Kort med Syriens religioner Det mørkegrønne område er markeret med 'shia' i et ellers sunnidomineret Syrien. Mod syd drusere og nordvest et område med kristne |

## Tobak
Byen eller området har også lagt navn til en særlig type mørk tobak, 'Latakia-tobak'
| - Tobak - Tobaksdåse med den mørke latakiatobak - Opstilling med krus, pibe og tobaksdåse af William Harnett (en), ca. 1880 |

| - Andre billeder fra området - En tetrapylon "Latakia Tetraporticus (en)" - Ruiner efter et Bacchus-tempel - En katolsk kirke fra 1800-tallet - Nationalmuseet i Latakia(en) Et tidligere karavanserai, ('khan' (kro)) - Havnen i Latakia af Luigi Mayer, 1810 - En af de ældste skoler i Latakia, en tidligere kaserne. Nu kendt som 'Jules Jammal-skolen' - Et 10-piastre syrisk frimærke under 'Alavitterstaten', et fransk mandatområde, som endte med at blive indlemmet i Syrien.(en) |